# یساول (کمیجان)
یساولروستایی است از توابع شهرستان کمیجان در استان مرکزی. این روستا در دهستان اسفندان در بخش مرکزی این شهرستان قرار دارد .زبان مردم روستا ترکی است

## مشخصات منطقه ای
روستای یساول طبق تقسیمات اخیر کشوری، ازتوابع دهستان اسفندان و بخش مرکزی شهرستان کمیجان می‌باشد . این روستا بامختصات جغرافیایی ۴۹ درجه و ۳۴ دقیقه طول شرقی و ۵۷ درجه و ۴۳ دقیقه عرض شمالی در شمال غربی استان مرکزی قراردارد.فاصله روستای یساول تا مرکز شهرستان ۳۰ کیلومتر می‌باشد .

## جمعیت
طبق سرشماری مرکز آمار ایران، جمعیت یساول در سال ۱۳۸۵ برابر با ۳۸۶ نفر بوده‌است. این روستا ۱۰۳ خانوار دارد.